# سودیپتو چاترجی
سودیپتو چاترجی (به بنگالی: সুদীপ্ত চট্টোপাধ্যায়) (زادهٔ ۲۶ ژوئیهٔ ۱۹۶۴) بازیگر و نمایشنامه‌نویس و شاعر هندی است. او در دانشگاه‌های مختلفی در آمریکا و انگلیس و هند تدریس کرده است. چاترجی در سالِ ۲۰۱۰ مرگ یزدگردِ بهرام بیضایی را در کالج دانشگاهی لندن به زبانِ انگلیسی نمایش داد.

## اتّهام آزار جنسی
در ۱۴ اکتبر ۲۰۱۹ دانشجویی چاترجی را متّهم به آزار جنسی خود کرد. سپس دو زن دیگر همین اتّهام را به او زدند.
چاترجی اتّهامات را رد کرد و آن‌ها را ناشی از بدفهمی نوعی آموزش تئاتری دانست که رنگ جنسی هم دارد. ولی دستگیر شد. خیلی از تئاتری‌ها رفتارش را محکوم کردند.